# 불교학
불교학(佛敎學) 또는 불학(佛學, Buddhist studies, Buddhology)은 불교의 학술 연구이다. 불교철학의 영어 낱말 buddhology는 20세기 초 유니테리언교 목사 에스틀린 카펜터(Estlin Carpenter)에 의해 "부다의 원천이자 부다의 교리인 보리(菩提)의 연구"를 의미하기 위해 만들어졌으나 불교 철학과 불교학이라는 용어는 일반적으로 현대적 문맥에서 동일한 의미를 지닌다. 윌리엄 M. 존스턴에 따르면 일부 문맥에서 불교 철학은 불교의 해석, 주석, 존재론, 또 부다의 속성에 초점을 둔 불교학의 하위 집합으로 간주할 수 있다. 불교학 학자들은 불교와 관련된 역사, 문화, 고고학, 예술, 문헌학, 인류학, 사회학, 신학, 철학, 이종교간 비교 연구, 기타 주제에 초점을 둔다.
유대교와 기독교 학문과 달리 불교학 분야는 불교 문화와 전통의 외부인에 의해 지배되고 있다. 일본의 대학교들 또한 주된 기여를 해오고 있다.

## 같이 보기
- 팔리성전협회

## 추가 문헌
- de Jong, J. W. A Brief History of Buddhist Studies in Europe and America. Tokyo: Kosei Publishing Company, 1997, ISBN 4-333-01762-9
- Swearer, Donald K. and Promta, Somparn. The State of Buddhist Studies in the World 1972-1997. Bangkok: Center for Buddhist Studies, Chulalongkorn University, 2000, ISBN 974-346-371-2